# 总寨遗址
总寨遗址，位于中国青海省互助县沙塘川乡总寨村，为第二批青海省文物保护单位，公布日期为1957年12月13日，类型为古遗址。
总寨遗址的历史年代为卡约文化。